# Castell'Azzara
Castell'Azzara é uma comuna italiana da região da Toscana, província de Grosseto, com cerca de 1.815 (Cens. 2001) habitantes. Estende-se por uma área de 64,72 km², tendo uma densidade populacional de 28 hab/km². Faz fronteira com Piancastagnaio (SI), Proceno (VT), Santa Fiora, Semproniano, Sorano.

## Demografia
| Variação demográfica do município entre 1861 e 2011                               |
|                                                                                   |
| Fonte: Istituto Nazionale di Statistica (ISTAT) - Elaboração gráfica da Wikipedia |